# ホン・スンチャン
ホン・スンチャン（1947年 6月14日 - ）は 大韓民国出身の俳優。徐羅伐高等学校卒業。MBCタレント公開採用6期。

## 演技活動

### ドラマ
- MBC《同じ年の鶏》(또래와 뚜리)(1988 - 1989)
- MBC《大検事》ko:대검자(1988)
- MBC《腕章》(1989)
- MBC《黎明の瞳》(1991)
- MBC《口先だけ中産層》(1991 - 1992)
- MBC《第3共和国》 (1993) ... チュ・ヨハン役
- SBS《野人時代》(2002 - 2003)
- MBC《朱蒙》 (2006) ... チン・ジュンムン役
- MBC《ヨンジェの全盛時代》(2005 - 2006) ... チュ・ボンス役
- MBC《思い切りハイキック!》(2006 - 2007) ... ブンパ高等学校ホン・スンチャン 教頭 役
- SBS《糟糠の妻クラブ 》(2008) ... ペク・ウォンマン 役
- MBC《揺れないで》(2008) ... イ・ボンピル役
- MBC《明日に向かってハイキック》(2009 - 2010) ... ブンパ高等学校ホン・スンチャン 校長役
- KBS2《恋する国家情報局》(2010)
- MBC《ハイキック3 短足の逆襲》(2011 - ) ... ジナ高等学校ホン・スンチャン 教頭 役

### 映画
- 《公共の敵》(2002) ... 交通係長 役
- 《踊るJSA》(2003) ... 派出所長 役
- 《飛べ，ホ・ドング》(2007) ... 校長先生 役
- 《美人占い師》(2009) ... 漢江占い店の老人役

### その他
- EBS グッドモーニングシルバー